# Dozor-100
Dozor-100 (ros. Дозор-100) – rosyjski wielozadaniowy bezzałogowy statek powietrzny.

## Historia
Dozor-100 został opracowany przez Denisa Jewstafjewa ze spółki „R.E.T. Kronstadt” (ros. ЗАО «Р.Е.Т. Кронштадт»), jego produkcją zajmuje się firma Tranzas (ros. Транзас). W jego konstrukcji wykorzystano doświadczenia z prac nad Dozor-85. Wstępne testy nowych rozwiązań prowadzono od lipca do października 2010 r. na latającej platformie Dozor-2
W nowej konstrukcji projektanci zadbali o zwiększenie zasięgu i czasu lotu. Przekonstruowano płat oraz zmieniono system odprowadzania gazów spalinowych, tak aby obniżyć ich temperaturę oraz zmniejszyć hałas silnika. Zbudowano dwa egzemplarze drona, jeden wykorzystano do prób statycznych, drugi oblatano 30 listopada 2011 r. Dozor-100 pomyślnie przeszedł testy państwowe. Podczas jednego z lotów doszło do awarii silnika, jednakże operator zdołał sprowadzić maszynę na ziemię i wylądować. Publiczna prezentacja drona miała miejsce podczas międzynarodowego forum MAKS-2011.
Dron może przenosić system SON-820 o wadze 5 kg składający się z kamery pracującej w paśmie widzialnym i podczerwieni lub aparat fotograficzny, dalmierz laserowy czy radar. Do nawigacji i sterowania zastosowano system inercyjny zintegrowany z odbiornikiem nawigacji satelitarnej GLONASS/GPS i wysokościomierzem ciśnieniowym. Dron posiada komputer pokładowy odpowiadający za łączność i koordynację lotu we wspólnej przestrzeni powietrznej z innymi załogowymi i bezzałogowymi statkami powietrznymi.

## Konstrukcja
Dron jest zbudowany w układzie wolnonośnego górnopłata ze stałym trójkołowym podwoziem. Kadłub w części przedniej ma przestrzeń do przenoszenia wyposażenia. W tylnej części umieszczony jest silnik napędzający trójłopatowe śmigło pchające. Kadłub jest zakończony usterzeniem motylkowym. 